# Ákos Keller
Ákos Keller (ur. 28 marca 1989 w Székesfehérvár) – węgierski koszykarz, występujący na pozycji środkowego, reprezentant kraju.
20 lipca 2020 dołączył do Śląsk Wrocław. 7 stycznia 2021 opuścił klub.

## Osiągnięcia
Stan na 7 stycznia 2021, na podstawie, o ile nie zaznaczono inaczej.
Drużynowe
- Mistrz Węgier (2013–2017)
- Zdobywca Pucharu Węgier (2013–2015, 2017)
- Finalista Pucharu Węgier (2016)
- Uczestnik rozgrywek:
  - Ligi Mistrzów FIBA (2017/2018)
  - FIBA Europe Cup (2016/2017)
  - EuroChallenge (2013/2014)

Indywidualne
- Uczestnik meczu gwiazd ligi węgierskiej (2017)[5]
- Lider w blokach ligi węgierskiej (2017)[5]

Reprezentacja
- Uczestnik:
  - mistrzostw Europy:
    - 2017 – 16. miejsce
    - U–20 dywizji B (2008 – 12. miejsce, 2009 – 14. miejsce)

  - europejskich kwalifikacji do mistrzostw świata (2017–2019 – 14. miejsce)
  - kwalifikacji do Eurobasketu (2011, 2014, 2016, 2020)